# Gu Tian
Gu Tian (kinesiska: 古田) var ett lastfartyg som byggdes i Mawei i Fuzhou i den kineska Fujian-provinsen. Skeppet byggdes i början av 1970-talet och var då Kinas genom tiderna största betongfartyg med ett deplacement på nästan 5800 ton och en längd på drygt 105 meter och en bredd på drygt 14 meter. Driftskostnaderna gjorde skeppet oekonomiskt, och fartyget strandades och övergavs kort efter sin jungfrufärd.
Då fartyget var byggt i betong bröts det inte ner av väder och vind, och låg i nästan 40 år innan man i november 2012 påbörjade arbetet att riva skeppet.